# Biriouk
Le Biriouk (en russe : Бирюк - en yakoute Бүүрүк se prononçant Büürük) est une rivière de Russie qui coule en République de Sakha, en Sibérie orientale. C'est un affluent de la Léna en rive gauche. 

## Géographie
Le Biriouk a une longueur de 267 kilomètres. Son bassin versant a une superficie de 9 700 km2 (surface de taille équivalente à celle du département français de la Gironde). Son débit moyen à l'embouchure est de 23 m3/s. 
Le Biriouk prend naissance dans la partie sud-est du plateau de Sibérie centrale appelé plateau de la Léna (Prilenskoïe plato - Приленское плато), dans une zone de taïga presque tout à fait dépeuplée. La rivière coule sur ce plateau globalement en direction du sud. Elle finit ainsi par confluer avec la Léna en rive gauche, au niveau de la localité de Biriouk, une cinquantaine de kilomètres en amont du confluent Olekma-Léna.
La rivière est prise par les glaces dès la mi-octobre. Elle reste gelée jusqu'à la mi-mai.
Comme la plupart des rivières du Sakha, le bassin versant du Biriouk repose totalement sur un épais manteau de sol gelé en permanence ou pergélisol.

## Hydrométrie - Les débits mensuels à Biriouk
Le débit du Biriouk a été observé pendant 45 ans (de 1950 à 1994) à Biriouk, petite localité située au niveau de son point de confluence avec la Léna. 
Le débit inter annuel moyen ou module observé à Biriouk, durant cette période était de 23,1 m3/s pour une surface étudiée de 9 700 km2, soit la totalité du bassin versant de la rivière. La lame d'eau écoulée dans ce bassin se monte ainsi à 75 millimètres par an, ce qui peut être considéré comme assez médiocre, et correspond aux chiffres enregistrés pour les cours d'eau du centre du Sakha. 
Cours d'eau alimenté avant tout par la fonte des neiges, le Biriouk a un régime nival. 
Les hautes eaux se déroulent au printemps, aux mois de mai surtout, et aussi en juin, ce qui correspond au dégel et à la fonte des neiges du bassin. Au mois de juin et de juillet, le débit baisse fortement, puis il se stabilise jusqu'au début du mois d'octobre. Aux mois d'octobre et surtout de novembre, le débit de la rivière s'effondre à nouveau, ce qui mène à la période des basses eaux. Celle-ci a lieu de novembre à avril inclus. 
Le débit moyen mensuel observé en février (minimum d'étiage) est de 2,12 m3/s, soit à peine un gros pour cent du débit moyen du mois de mai (162 m3/s), ce qui témoigne de l'amplitude très élevée des variations saisonnières, ce qui se constate un peu partout en Iakoutie. Ces écarts de débit mensuel peuvent être encore plus marqués selon les années. Ainsi sur la durée d'observation de 45 ans, le débit mensuel minimal a été de 0,24 m3/s en mars 1994, tandis que le débit mensuel maximal s'élevait à 415 m3/s en mai 1982.
En ce qui concerne la période libre de glaces (de juin à septembre inclus), le débit minimal observé a été de 3,00 m3/s en septembre 1994.  